# Michel Majerus
Michel Majerus (Esch-sur-Alzette, 9 juni 1967 – bij Niederanven, 6 november 2002) was een Luxemburgs schilder.

## Loopbaan
Majerus was een Luxemburgs kunstenaar, die bekend werd door zijn schilderijen die geïnspireerd zijn op popart en minimal art. Hij studeerde schilderkunst te Stuttgart en heeft daarna hoofdzakelijk gewoond te Berlijn en Los Angeles.
Van 2005 tot en met 2007 werden grote retrospectief-tentoonstellingen van zijn werk georganiseerd in het Kunsthaus te Graz, het Stedelijk Museum te Amsterdam, de Kestnergesellschaft te Hannover, de Deichtorhallen te Hamburg en het MUDAM te Luxemburg.
Hij kwam op 35-jarige leeftijd om het leven aan boord van een Fokker 50 van Luxair die verongelukte bij Niederanven. Het project waar hij op dat moment aan werkte was: Project Space voor Tate Liverpool.